# Scutellospora nodosa
Scutellospora nodosa är en svampart som beskrevs av Blaszk. 1991. Scutellospora nodosa ingår i släktet Scutellospora och familjen Gigasporaceae.   Inga underarter finns listade i Catalogue of Life.